# Viaduc de Cadolan
Le viaduc de Cadolan a été construit par Louis Harel de la Noë pour les chemins de fer des Côtes-du-Nord sur la ligne Guingamp - Saint-Nicolas-du-Pélem. Il était situé sur la commune de Guingamp.

## Caractéristiques
Ses principales caractéristiques sont :
- 8 travées de 12 m et un arc central de 39 m,
- longueur totale : 203 m,
- hauteur : 18,6 m.

Cadolan se rapproche du modèle du viaduc de Caroual.

## Historique
Un projet de ligne Guingamp - Saint-Nicolas-du-Pélem passant par Ploumagoar remonte à 1912. Par suite d'un nouveau tracé, une enquête publique est lancée en 1922. La ligne sur Guingamp est longue de 642 m. Une halte a été prévue à La Chesnaye puis à Saint-Hernin. La ligne est active à partir de janvier 1924. Un passage à niveau est aménagé sur la RD 767. Puis elle emprunte le viaduc de Kerlosquer.
Cadolan est détruit en 1978.